# Franc de la Martinique
Pour les articles homonymes, voir franc.
Le franc de la Martinique est l'ancienne monnaie de la Martinique et de ses dépendances, entre 1816 et 1975, date après laquelle elle fut définitivement remplacée par le franc français.

## Histoire monétaire
Occupée depuis 1635 par des colons français rattachés à une société de négociants, l'île, qui s'appelait alors Madiana où vivaient les autochtones Kalinago, devient propriété du roi Louis XIV en 1664 pour la somme de 240 000 livres et fut cédée par Colbert à la Compagnie des Indes occidentales. Puis, le Conseil du Roi rend un arrêt le 26 janvier 1671, qui donne cours légal à la livre de France sur cette île, mais selon un taux d'échange différent : la pièce de 15 sols en vaut 20, celle de 5 sols en vaut 6 sols et 8 deniers, et celle de 15 deniers en vaut 20. Au cours du XVIIIe siècle, une tentative de frappe spécifique est tentée au nom des « Colonies françaises » et des « îles du Vent ». Les pénuries de numéraire sont récurrentes. Dès lors, vont circuler des monnaies étrangères, le plus souvent contremarquées « M ». Ces monnaies sont principalement la pièce de huit réaux émise par l'Empire espagnol, en argent, et pesant 27,07 g, appelée localement « gourde ». Cette pièce est cisaillée en plusieurs morceaux, appelés localement mocos ou « gourdains », eux-mêmes estampillés. Les Britanniques, qui occupent l'île en 1762-1763 et de 1809 à 1815, font de même. Après cette date, le franc français devient en principe la seule monnaie de référence pour l'île. En 1828, un nouvel arrêt tente d'interdire l'usage de monnaies étrangères (entières ou coupées), et d'imposer les frappes en bronze de monnaies coloniales de 5 et 10 centimes.

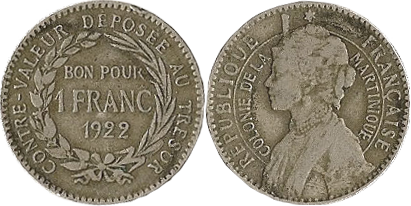
Pièce « bon pour 1 franc » (revers et avers, 1922) figurant une Martiniquaise.

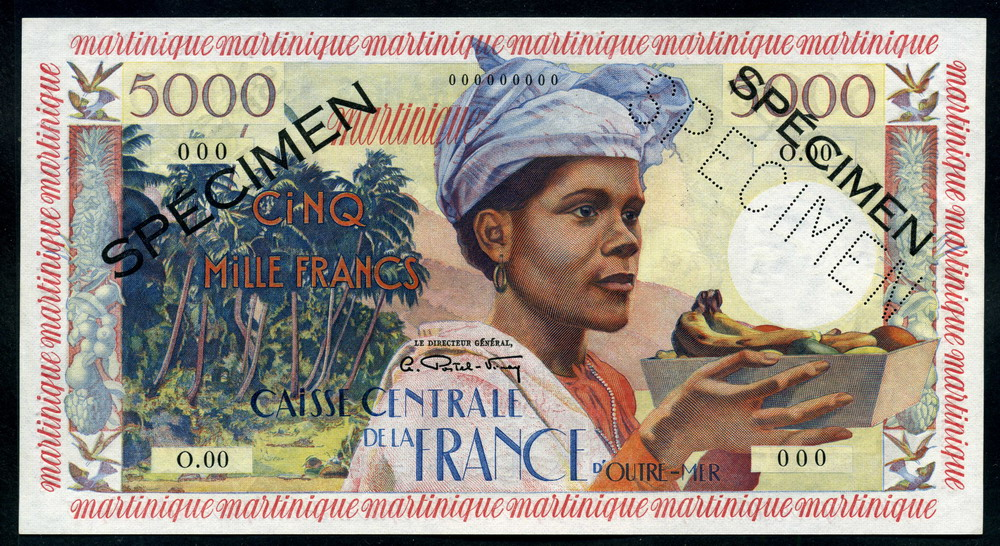
Billet de 5000 francs Caisse centrale type 1955 marqué « Martinique ».

Le Trésor colonial commence à émettre des bons de caisse à partir de 1855 pour des montants allant de 1 à 10 francs. La banque de la Martinique est instituée en 1853 : de droit privé, elle a la possibilité d'émettre des billets, qui circulent seulement à partir de 1874 pour des valeurs de 5 francs. En 1897, sont frappées deux types de pièces en cupronickel dessinées par Alfred Borrel, pour des valeurs de 50 centimes et 1 franc, au nom de la « colonie de la Martinique », qui sont des bons de nécessité avec contre-valeur déposée au Trésor. Ces mêmes pièces seront refrappées en 1922.
La banque de la Martinique poursuit ses émissions de billets à partir de 1905 et jusqu'en 1945, pour des valeurs allant jusqu'à 1 000 francs. En 1947, le droit d'émission est officiellement transféré à la Caisse centrale de la France d'outre-mer qui émet des billets de 5, 10, 20, 50, 100, 500, 1 000 et 5 000 francs ; marqués au nom de la Martinique, ces billets sont au même type que ceux circulant en Guadeloupe et en Guyane. En 1963, l'Institut d'émission des départements d'Outre-Mer reprend à sa charge le droit d'émission des billets, et émet de nouvelles valeurs de 5, 10, 50 et 100 (nouveaux) francs. Après 1975, seules les émissions en franc français de la Banque de France circulent dans l'île.